# Uroballus carlei
Uroballus carlei (лат.) — вид пауков-скакунов рода Uroballus (Simaethinae). Внешнее сходство этого вида с мохнатыми гусеницами является уникальным для пауков-скакунов и в целом для отряда пауков.

## Распространение
Обитают в Восточной Азии: Гонконг (Китай). Голотип самца был найден на перилах в гонконгском парке.

## Описание
Мелкие пауки-скакуны, длина около 3 мм. Внешне напоминают мелкую мохнатую гусеницу бабочек-лишайниц (Arctiinae). Имеют очень длинные паутинные бородавки и плоский широкий карапакс. Брюшко вытянутое, длинное, с многочисленными коричневыми полосами, покрыто длинными отстоящими волосками.
Особь, над которой велись наблюдения в лаборатории, перемещалась медленно, иногда подпрыгивала. При приближении к зеркалу Uroballus carlei узнал своё изображение и сделал движение по направлению к нему.

## Таксономия и этимология
Вид был впервые описан в 2019 году арахнологами Дмитрием Викторовичем Логуновым (Манчестерский музей, Манчестерский университет, Манчестер, Великобритания) и Stefan M. Obenauer (Hong Kong, China). Видовое название дано в честь американского художника-иллюстратора Эрика Карла (р. 1929), автора популярной и знаменитой детской книги в картинках «Очень голодная гусеница» (1969), по случаю его 90-летия и 50-летия его наиболее известной книги, а также за вклад в просвещение детей в области природоведения.